# Amata bicincta
Amata bicincta là một loài bướm đêm thuộc phân họ Arctiinae, họ Erebidae.

## Hình ảnh

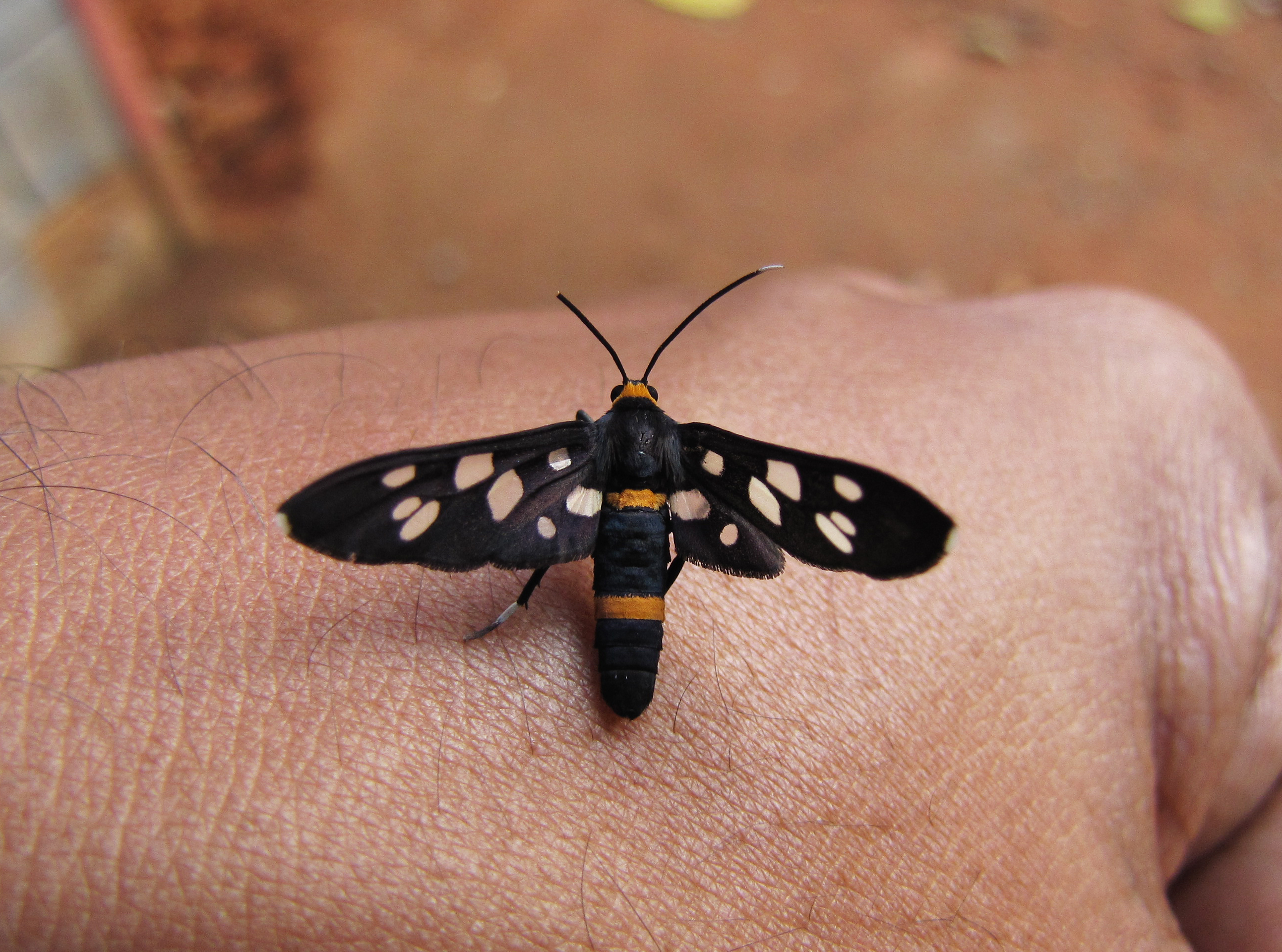
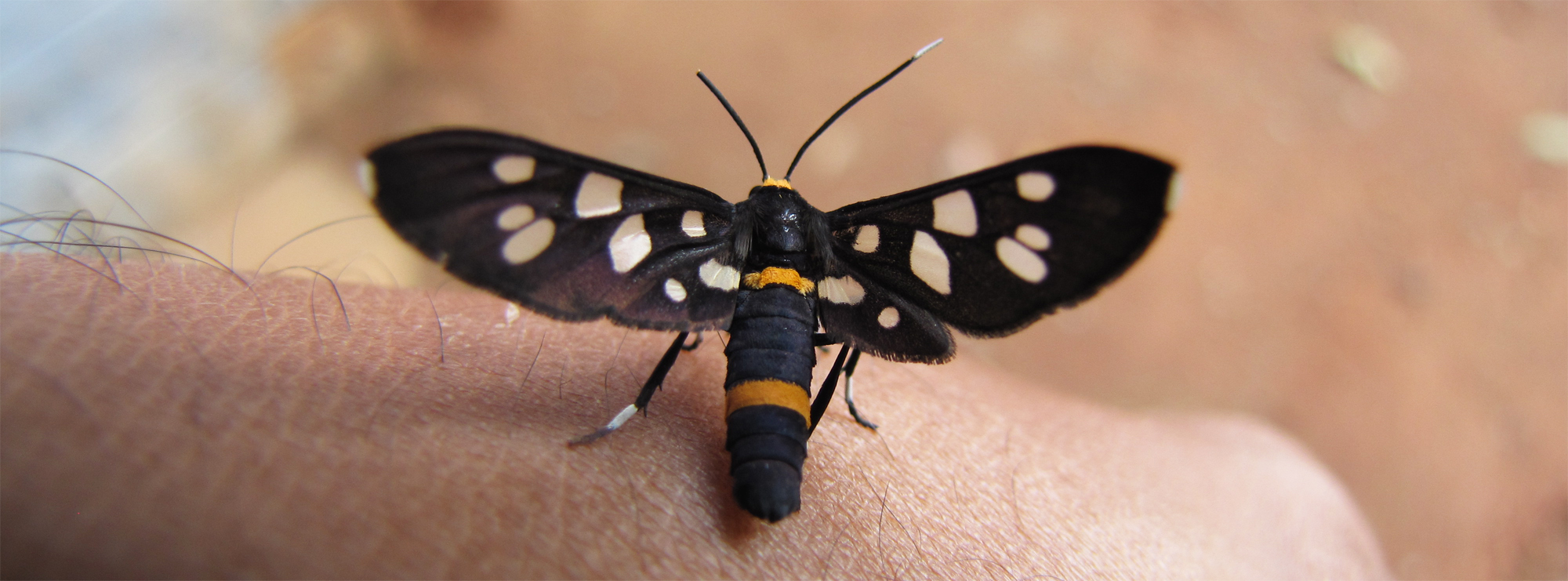